# Spionkop (voetbal)

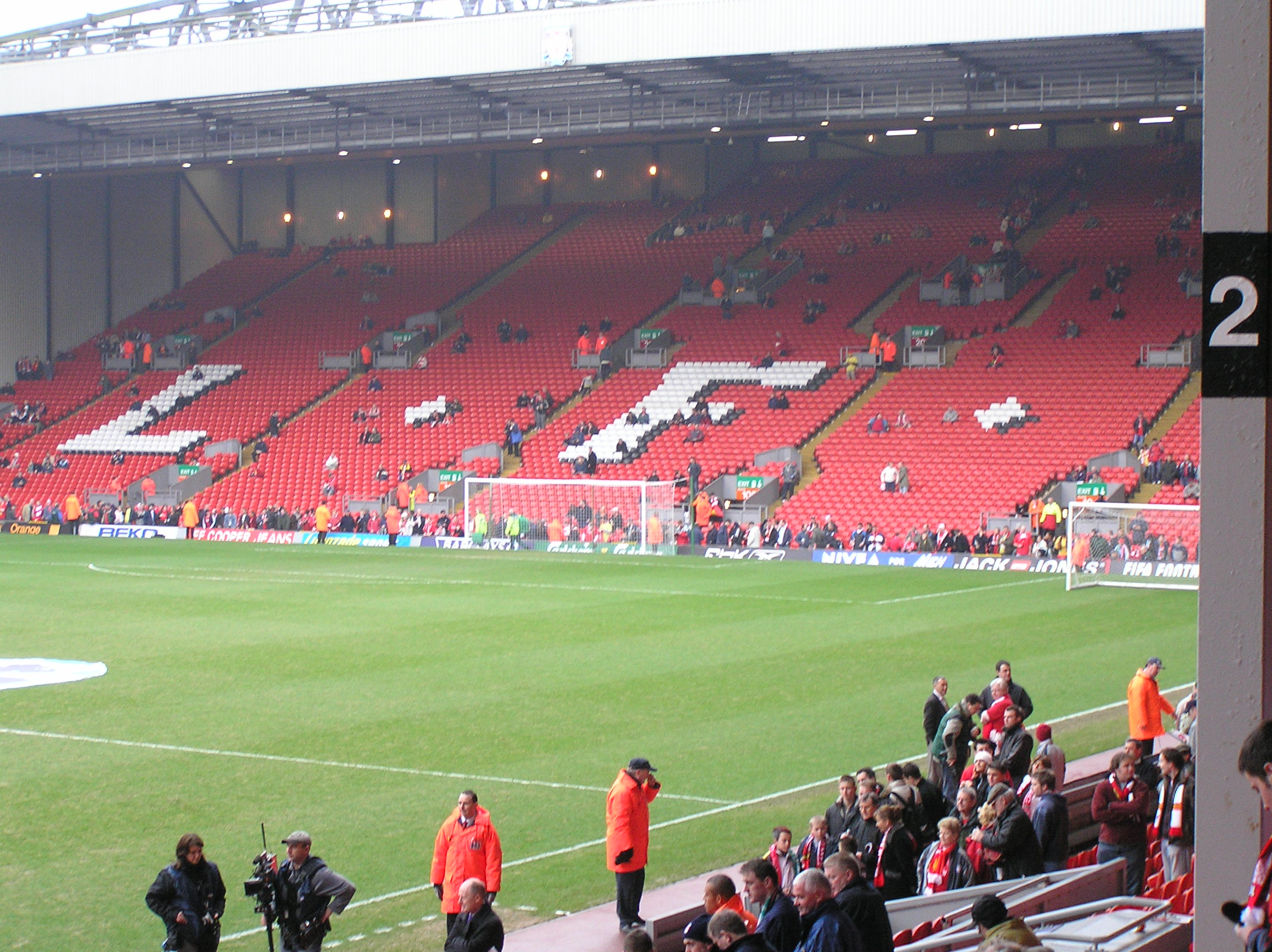
The Kop in Stadion Anfield Road (Liverpool)

Een Spionkop (of afgekort tot The Kop) is het gedeelte van een voetbalstadion waarin de fanatiekere supporters zitten, of ook wel de fanatieke supportersgroep zelf.

## Herkomst
Toen aan het begin van de twintigste eeuw voetbal als toeschouwerssport populair werd, verrezen in eerste instantie geïmproviseerde tribunes. Zo ook in Liverpool. Daar deden zandophopingen dienst als tribune. Journalisten deed de hopen denken aan de slag bij Spionkop, waar de Britten tijdens de Tweede Boerenoorlog een nederlaag leden, destijds vers in het geheugen. De in 1906 gebouwde tribune in Liverpool kreeg dan ook de naam Spionkop.
De Zuid-Afrikaanse heuvel wordt tegenwoordig Spioenkop genoemd. Het woord kop betekent in het Afrikaans heuvel.
De naam van de heuvel, het Kopje van Bloemendaal, komt ook van deze Afrikaanse benaming voor heuvel. Aan de voet ligt Sportpark 't Kopje, ook wel kortweg ‘t Kopje met HC Bloemendaal.   